# Oruza inclinata
Oruza inclinata är en fjärilsart som beskrevs av Emilio Berio 1963. Oruza inclinata ingår i släktet Oruza och familjen nattflyn. Inga underarter finns listade i Catalogue of Life.